# Вулкан (бомбардирский корабль, 1807)
«Вулкан» — парусный бомбардирский корабль Каспийской флотилии Российской империи, находившийся в составе флота с 1807 по 1816 год, участник русско-персидской войны 1804—1813 годов.

## Описание корабля
Парусный бомбардирский корабль с деревянным корпусом. Длина судна по сведениям из различных источников составляла 28,9—28,96 метра, ширина — 8,5—8,53 метра, а осадка 3,35—3,4 метра. Вооружение корабля в разное время могли составлять от 14 до 16 орудий, включавших две 3-пудовые мортиры, одну или две 1-пудовые гаубицы, одну 12-фунтоваю пушку, десять 6-фунтовых пушек и шесть 8-фунтовых фальконетов.

## История службы
Бомбардирский корабль «Вулкан» был заложен на стапеле Казанского адмиралтейства 15 (27) мая 1806 года и после спуска на воду 11 (23) мая 1807 года вошёл в состав Каспийской флотилии России. Строительство корабля вёл кораблестроитель Е. И. Кошкин.
В кампанию 1807 года совершил переход от Казани до Астрахани. Принимал участие в русско-персидской войне 1804—1813 годов, в кампании с 1808 по 1813 год выходил в крейсерские плаванья в Каспийское море. В кампанию 1809 года находился во главе отряда судов Каспийской флотилии, который 2 (14), 7 (19) и 10 (22) октября вёл обстрел сосредоточившихся на побережье южнее Баку персидских войск. В результате бомбардировок с судов отряда все неприятельские войска были рассеяны.
После войны в кампании 1814 и 1815 годов выходил в практические плавания в Каспийское море.
По окончании службы в 1816 году бомбардирский корабль «Вулкан» был переоборудован в кран для подъёма мачт в Астрахани.

## Командиры корабля
Командирами бомбардирского корабля «Вулкан» в составе Российского императорского флота в разное время служили:
- Д. Д. Челеев (1807—1809 годы);
- К. М. Рубановский (1810 год);
- Л. П. Половцов (1811 год);
- Е. П. Борисов (с 1812 года по апрель 1813 года);
- С. А. Николаев (1814 год);
- П. Е. Титов (1815 год).

### Комментарии
1. ↑  95 футов[1].
2. ↑  28 футов[1].
3. ↑  11 футов[1].